# Tapirus augustus

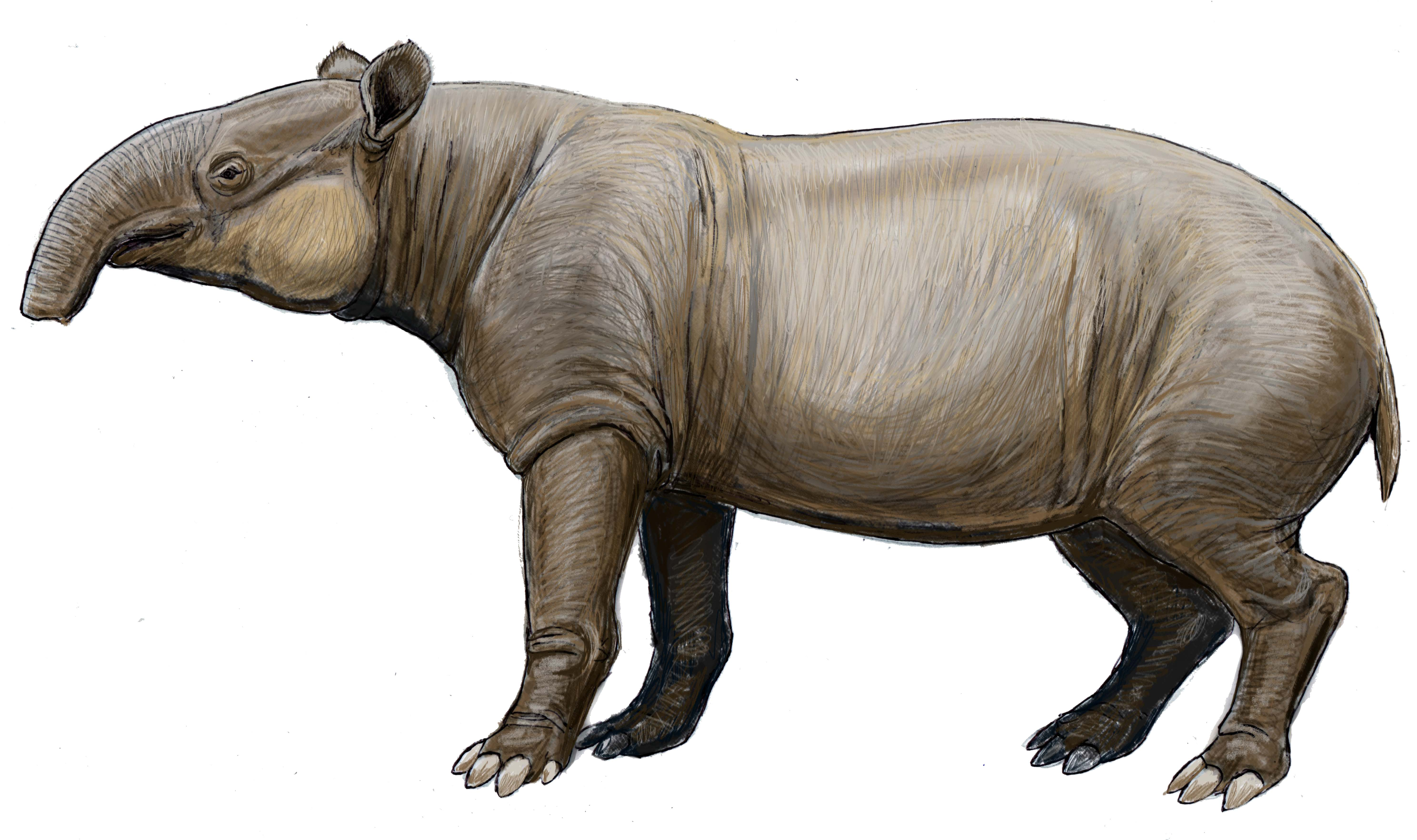
Reconstrucción de un Tapirus augustus.

Tapirus augustus (a veces llamado Megatapirus augustus) o tapir gigante es una especie extinta de tapir que vivió en el sur de China, y los informes también sugieren que también vivió en Java y Vietnam. La evidencia sugiere que la especie apareció por primera vez a comienzos del Pleistoceno y posiblemente sobrevivió hasta el Holoceno temprano.
Era más grande en promedio que los tapires modernos, las estimaciones varían desde 2,1 m de largo y 0,9 m de altura en los hombros hasta 3,5 metros de largo y 1,5 metros de altura en el lomo. Puede haber pesado hasta 500 kg. La especie también se colocó en su propio género de Megatapirus, sin embargo, ahora se coloca convencionalmente dentro de Tapirus.